# Matthew McConaughey
Matthew David McConaughey (/məˈkɒnəheɪ/; sinh ngày 4 tháng 11 năm 1969) là một diễn viên người Mỹ. Anh giành được sự chú ý lần đầu tiên với vai diễn trong bộ phim hài Dazed and Confused (1993), sau đó liên tiếp xuất hiện trong nhiều bộ phim nổi tiếng khác, bao gồm Texas Chainsaw Massacre: The Next Generation (1994), và đột phá với vai diễn chính trong bộ phim tội phạm giật gân A Time to Kill (1996). McConaughey tiếp tục nghiệp diễn với các vai chính trong phim khoa học viễn tưởng Contact (1997), phim lịch sử Amistad (1997) của đạo diễn Steven Spielberg, phim hài EDtv (1999), phim chiến tranh U-571 (2000) và bộ phim kinh dị tâm lý Frailty (2001) của đạo diễn Bill Paxton.
Sang thập niên 2000, anh bắt đầu được biết đến nhiều hơn với một loạt vai diễn trong các bộ phim hài lãng mạn, bao gồm The Wedding Planner (2001), How to Lose a Guy in 10 Days (2003), Failure to Launch (2006), Fool's Gold (phim 2008) và Ghosts of Girlfriends Past (2009), xây dựng anh thành một Biểu tượng gợi cảm. Từ năm 2010, Matthew thử sức mình với những vai diễn gai góc hơn trong các bộ phim Nhân danh công lý (2011), Bernie (2011), Killer Joe (2011), The Paperboy (2012), Mud (2012), Magic Mike (2012) và Sói Già Phố Wall (2013). Đặc biệt, với những nỗ lực khi thể hiện vai Ron Woodroof một chàng cao bồi bị AIDS trong bộ phim tiểu sử Dallas Buyers Club, Matthew lần đầu đoạt tượng vàng Oscar và Quả cầu vàng cho Nam diễn viên chính xuất sắc nhất cùng nhiều đề cử và giải thưởng khác. Năm 2014, anh tham gia đóng vai chính trong series phim truyền hình hình sự True Detective của đài HBO.

## Những năm đầu cuộc sống
McConaughey là em út trong một gia đình có 3 anh em tại Uvalde, Texas. Mẹ anh, bà Mary Kathleen "Kay"/"KMac" (née McCabe) gốc là người Trenton, New Jersey, đã từng là giáo viên dạy mẫu giáo và là một tác giả có sách được xuất bản. Cha Matthew, ông James Donald "Jim" McConaughey, sở hữu một trạm xăng, vào năm 1953 đã được chọn làm cầu thủ tập sự (draft) cho đội bóng bầu dục Green Bay Packers. Cha mẹ McConaughey đã ly hôn và mỗi người đều tái hôn vài lần. Matthew mang trong mình dòng máu Anh, Ai-len, Thụy Điển, Đức và Scotland. Anh có họ hàng với chuẩn tướng Liên bang Dandridge McRae.
McConaughey chuyển tới Longview, Texas, vào năm 1980, nơi anh vào học tại trường phổ thông Longview. Trong thời gian học tập tại đây, anh được bình chọn là người đẹp trai nhất trường trong kỷ yếu cuối năm. Năm 1988, theo chương trình trao đổi học sinh, Matthew đã chuyển tới Warnervale, New South Wales, Australia học tập trong vòng 1 năm. Kết thúc những năm tháng phổ thông, McConaughey đăng ký vào trường Đại học Texas tại Austin và tại đây anh đã tham gia vào Tổ chức huynh đệ quốc tế Delta Tau Delta. Quãng đời sinh viên của anh bắt đầu từ mùa thu năm 1989 và tốt nghiệp vào mùa xuân năm 1993 với tấm bằng Cử nhân về Phát thanh - Truyền hình - Điện ảnh. Dự định ban đầu của anh là đăng ký vào trường Southern Methodist University, cho đến khi một người anh nói với anh rằng học phí của trường tư thục sẽ trở thành trở ngại kinh tế cho gia đình anh. McConaughey cũng từng dự định theo học trường luật sau khi tốt nghiệp đại học, nhưng anh ấy nhận ra rằng anh không hứng thú với việc trở thành một luật sư.

## Sự nghiệp

### Thập niên 1990–2000: Tỏa sáng và đột phá
McConaughey bắt đầu sự nghiệp diễn xuất vào năm 1991 khi anh xuất hiện trong các đoạn phim quảng cáo, một trong số đó là cho tờ báo thường nhật tại Austin, Texas - tờ Austin American-Statesman, và đây cũng là lần đầu tiên anh xuất hiện với một vai diễn có thoại. Câu nói "How else am I gonna keep up with my ‘Horns’?", một phản hồi tới đội bóng yêu thích Texas Longhorns đã khiến anh tạo được sự chú ý với dư luận địa phương, trước khi chính thức tham gia bộ phim đầu tiên gây ấn tượng Dazed and Confused. 
McConaughey lần đầu xuất hiện trên màn ảnh rộng với vai phụ "Guy 2" trong bộ phim hài kinh dị My Boyfriend's Back, công chiếu ngày 6 tháng 8, 1993. Ngày 24 tháng 9, bộ phim Dazed and Confused của Richard Linklater được công chiếu. McConaughey trong vai David Wooderson cùng với dàn diễn viên chính đã nổi tiếng sau đó, bao gồm Jason London, Ben Affleck, Milla Jovovich, Cole Hauser, Parker Posey, Adam Goldberg, Joey Lauren Adams, Nicky Katt và Rory Cochrane.
Sau một vài vai diễn nhỏ trong Angels in the Outfield, Texas Chainsaw Massacre: The Next Generation, Boys on the Side, series truyền hình Unsolved Mysteries, và vai nam chính trong video ca khúc Walkaway Joe của Trisha Yearwood, McConaughey xuất hiện với vai diễn lớn và mang tính đột phá với vai luật sư "Jake Brigance" trong phim A Time to Kill, dựa trên tiểu thuyết cùng tên của nhà văn John Grisham. Cuối những năm 90, McConaughey đóng vai chính trong nhiều bộ phim điện ảnh, bao gồm Contact, Amistad, The Newton Boys, EDtv, và U-571.

### 2001–2011
Những năm đầu thiên niên kỷ mới, anh thường xuyên tham gia các bộ phim hài lãng mạn, bao gồm The Wedding Planner và How to Lose a Guy in 10 Days, cả hai bộ phim này đều hết sức thành công về doanh thu. Trong giai đoạn này, anh cũng xuất hiện trong vai một lính cứu hỏa trong bộ phim kinh phí thấp Tiptoes (diễn cùng Rene Russo); với vai một đệ tử của ông trùm cờ bạc (do Al Pacino đóng) trong bộ phim Two for the Money và hóa thân vào một người điều tra về tên sát thủ giết người hàng loạt trong Frailty (diễn cùng Bill Paxton).
Năm 2005, McConaughey tham gia bộ phim Sahara cùng Penélope Cuz và Steve Zahn. Trước khi phát hành, anh tiết lộ rằng bộ phim đã tái hiện một số cuộc hành trình anh trải qua những năm 90, bao gồm cả chèo thuyền dọc sông Amzon và "phượt" tới Mali. Cùng năm, McConaughey được tạp chí People bình chọn là "Người đàn ông đương đại gợi tình nhất". Năm 2006, anh xuất hiện trong bộ phim hài lãng mạn Failure to Launch cùng Sarah Jessica Parker và trong We Are Marshall với vai huấn luyện viên trưởng đội bóng Marshall. Cuối năm 2006, anh đã thu âm một bài phát biểu nhằm quảng cáo cho chiến dịch Peace Corps. McConaughey cũng thay thế Owen Wilson trong bộ phim Tropic Thunder của Ben Stiller ngay sau khi WIilson bị phát hiện tự tử hụt. ngày 21 tháng 1 năm 2008, anh trở thành phát ngôn viên mới cho chiến dịch phát thanh quốc gia "Beef: It’s What’s for Dinner", thay thế Sam Elliot.

### 2012–nay

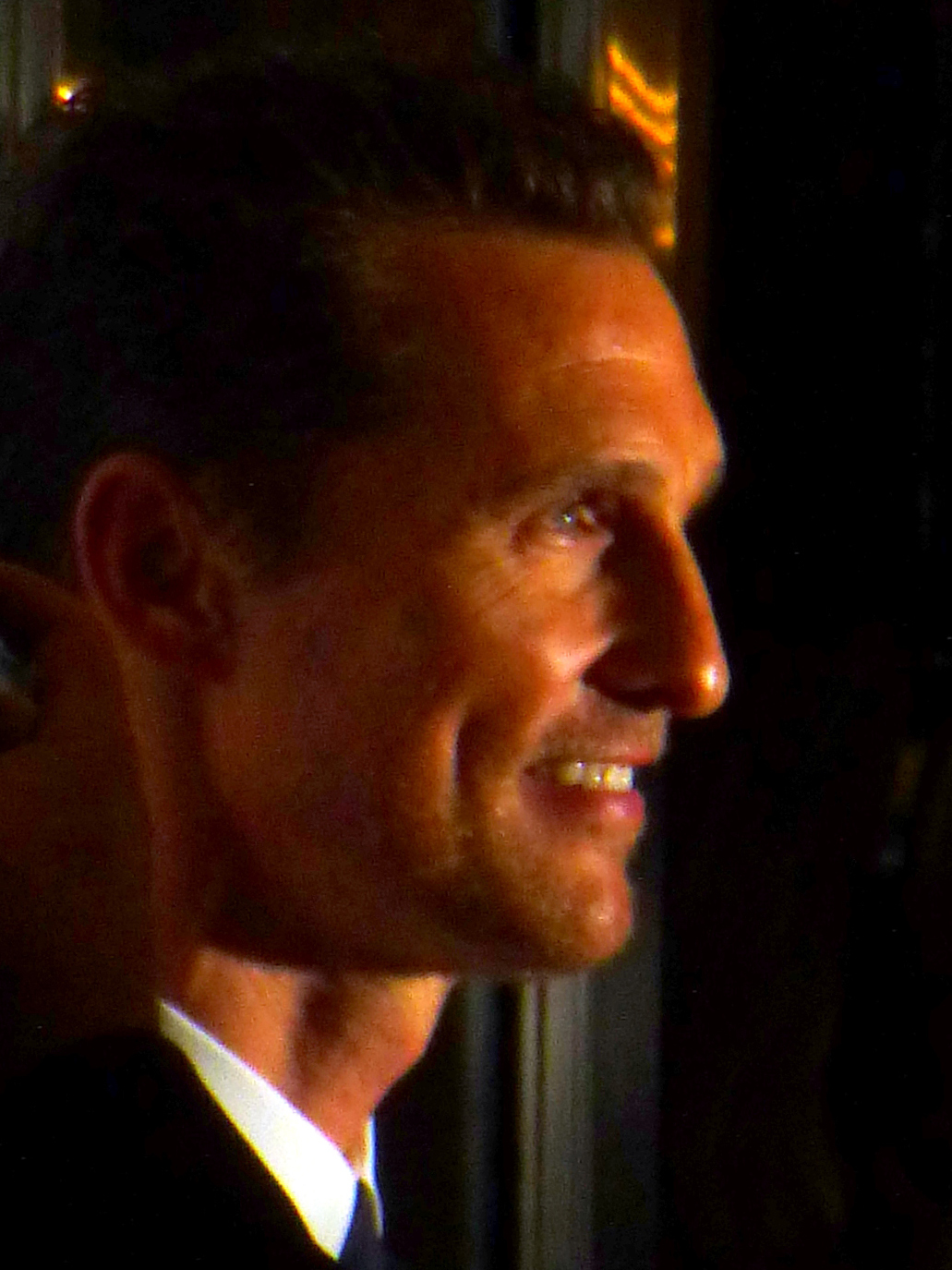
McConaughey tại buổi quảng bá Dallas Buyers Club tại Liên hoan phim quốc tế Toronto 2014

Sau một giai đoạn nghỉ ngơi, McConaughey trở lại với công việc diễn xuất. Lần này, anh không tiếp tục tham gia các phim hài lãng mạn mà tìm kiếm những vai diễn gai góc hơn. Năm 2012, McConaughey cùng Channing Tatum xuất hiện trong bộ phim Magic Mike - một bộ phim dựa trên quá trình khởi nghiệp của Tatum - với Steven Soderbergh đạo diễn. Anh cũng trở lại miền Đông Texas khi hợp tác cùng đạo diễn Richard Linklater trong bộ phim Bernie, kể về một người điều hành tang lễ tại một thị trấn nhỏ (do Jack Black đóng) đã giết một quý bà trong thị trấn. Trong phim này, McConaughey đóng vai luật sư Danny Buck Davidson. Mẹ McConaughey cũng tham gia phim này trong vai một phụ nữ đưa chuyện. Tháng 6 năm 2012, McConaughey được mời vào Viện hàn lâm Khoa học và Nghệ thuật Điện ảnh.
Năm 2013, anh thể hiện vài một chàng cao bồi bị dính AIDS Ron Woodroof trong Dallas Buyers Club. Bộ phim thành công vang dội và thu được nhiều phản hồi tích cực, đồng thời cũng đem lại cho McConaughey nhiều giải thưởng, bao gồm giả Quả cầu vàng và tượng Oscar danh giá cho Nam diễn viên chính xuất sắc nhất. Để hóa thân trọn vẹn vào nhân vật, anh đã phải giảm 47 pound. 
Năm 2014, McConaughey tham series truyền hình True Detective của đài HBO. Đầu năm 2013, anh cũng đã xác nhận tham gia vào dự án tiếp theo của Christopher Nolan, bộ phim khoa học viễn tưởng về du hành thời gian Interstellar. 
Với giải Oscar đầu tiên và nhiều lời khen ngợi nhận được khi tham gia True Detective, "McConaughey dường như đã nắm bắt được những giá trị thiết yếu nhất, vẫn là bản thân mình nhưng tinh tế và mang vẻ từng trải hơn". Tờ The McConaissance tuyên bố "những lời khen ngợi ào đến khi McConaughey hướng tới những vai diễn phức tạp hơn". Ngày 4 tháng 2, năm 2014, thông tin được thông báo chính thức cho biết McConaughey sẽ tham gia vào dự án tiếp theo của Gus van Sant, Sea of Trees bên cạnh Ken Watanabe. Bộ phim Dallas Buyers Club đem lại cho McConaughey và Jared Leto tượng vàng cho 2 hạng mục Nam diễn viên chính - phụ xuất sắc nhất, trở thành bộ phim đầu tiên kể từ Mystic River (2013) đạt được thành tích này. Ngoài ra, bộ phim này còn giành được giải Oscar cho Hóa trang xuất sắc nhất và đề cử cho Phim điện ảnh xuất sắc nhất. Tới tháng 3 năm 2014, doanh thu của Dallas Buyers Club đã lên tới 32 triệu $, một con số đáng mừng khi kinh phí của bộ phim chỉ là 5 triệu $.

## Đời tư

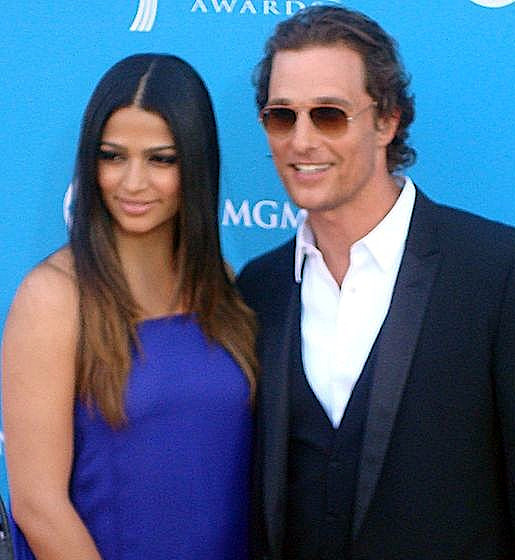
McConaughey và vợ Camila Alves năm 2010

McConaughey gặp người mẫu và người dẫn chương trình truyền hình Brasil Camilia Alves vào năm 2006. 2 người đính hôn vào ngày 25 tháng 12 năm 2011 và đám cưới tổ chức vào ngày 8 tháng 6 năm 2012 tại Austin, Texas trong một hôn lễ bí mật tại một nhà thờ Công giáo. Bọn họ có ba người con: con trai Levi Alves McConaughey (sinh ngày 7 tháng 7 năm 2008), con gái Vida Alves McConaughey (sinh ngày 3 tháng 1 năm 2010) và con trai Livinston Alves McConaughey (sinh ngày 28 tháng 12 năm 2012).
McConaughey cũng thành lập quỹ "just keep livin", mục đích nhằm định hướng và giúp đỡ thanh thiếu niên tham gia các hoạt động bảo vệ sức khỏe. Anh cũng đã tham gia cứu giúp nhiều vật nuôi sau các trận lũ tại New Orleans, hậu quả của cơn bão Katrina. Năm 2006, anh cũng đã cứu một chú mèo từ 2 trẻ vị thành niên tại Shermans Oaks, California, sau khi 2 đứa trẻ ngâm con mèo trong keo xịt tóc và chuẩn bị đốt nó.

## Các phim tham gia

### Điện ảnh
| Năm  | Tên                                            | Vai diễn                 | Ghi chú                             |
| ---- | ---------------------------------------------- | ------------------------ | ----------------------------------- |
| 1993 | My Boyfriend's Back                            | Guy #2                   |                                     |
| 1993 | Dazed and Confused                             | David Wooderson          |                                     |
| 1994 | Angels in the Outfield                         | Ben Williams             |                                     |
| 1994 | Texas Chainsaw Massacre: The Next Generation   | Vilmer Slaughter         |                                     |
| 1995 | Boys on the Side                               | Officer Abe Lincoln      |                                     |
| 1995 | Glory Daze                                     | Rental Truck Guy         |                                     |
| 1995 | Scorpion Spring                                | El Rojo                  |                                     |
| 1996 | A Time to Kill                                 | Jake Tyler Brigance      |                                     |
| 1996 | Lone Star                                      | Buddy Deeds              |                                     |
| 1996 | Larger than Life                               | Tip Tucker               |                                     |
| 1997 | Amistad                                        | Roger Sherman Baldwin    |                                     |
| 1997 | Contact                                        | Palmer Joss              |                                     |
| 1998 | Making Sandwiches                              | Bud Hoagie               | Phim ngắn Đồng thời là nhà sản xuất |
| 1998 | The Newton Boys                                | Willis Newton            |                                     |
| 1999 | EDtv                                           | Ed "Eddie" Pekurny       |                                     |
| 2000 | U-571                                          | Lt. Andrew Tyler         |                                     |
| 2001 | The Wedding Planner                            | Steve "Eddie" Edison     |                                     |
| 2002 | Reign of Fire                                  | Denton Van Zan           |                                     |
| 2001 | Frailty                                        | Fenton/Adam Meiks        |                                     |
| 2002 | Thirteen Conversations About One Thing         | Troy                     |                                     |
| 2003 | Tiptoes                                        | Steven Bedalia           |                                     |
| 2003 | How to Lose a Guy in 10 Days                   | Benjamin Barry           |                                     |
| 2005 | Two for the Money                              | Brandon Lang             |                                     |
| 2005 | Sahara                                         | Dirk Pitt                | Đồng giám đốc sản xuất              |
| 2005 | Magnificent Desolation: Walking on the Moon 3D | Al Bean (lồng tiếng)     | Phim tài liệu                       |
| 2006 | Chúng ta là đội Marshall                       | Jack Lengyel             |                                     |
| 2006 | Hội chứng sợ lấy vợ                            | Tripp                    |                                     |
| 2008 | Fool's Gold                                    | Ben "Finn" Finnegan      |                                     |
| 2008 | Sấm nhiệt đới                                  | Rick Peck                |                                     |
| 2008 | Surfer, Dude                                   | Steve Addington          | Đồng thời là nhà sản xuất           |
| 2009 | Ghosts of Girlfriends Past                     | Connor Mead              |                                     |
| 2011 | Nhân danh công lý                              | Mickey Haller            |                                     |
| 2011 | Bernie                                         | Danny Buck Davidson      |                                     |
| 2012 | Killer Joe                                     | "Killer" Joe Cooper      |                                     |
| 2012 | The Paperboy                                   | Ward Jansen              |                                     |
| 2012 | Mud                                            | Mud                      |                                     |
| 2012 | Magic Mike                                     | Dallas                   |                                     |
| 2013 | Dallas Buyers Club                             | Ron Woodroof             |                                     |
| 2013 | Sói già phố Wall                               | Mark Hanna               |                                     |
| 2014 | Hố đen tử thần                                 | Cooper                   |                                     |
| 2015 | The Sea of Trees                               | Arthur Brennan           |                                     |
| 2016 | Free State of Jones                            | Newton Knight            |                                     |
| 2016 | Kubo and the Two Strings                       | Beetle (lồng tiếng)      |                                     |
| 2016 | Đấu trường âm nhạc                             | Buster Moon (lồng tiếng) |                                     |
| 2016 | Gold                                           | Kenny Wells              | Đồng thời là nhà sản xuất           |
| 2017 | Tòa tháp đen tối                               | Walter Padick            |                                     |
| 2018 | White Boy Rick                                 | Richard Wershe Sr.       |                                     |
| 2019 | Serenity                                       | Baker Dill               |                                     |
| 2019 | The Beach Bum                                  | Moondog                  |                                     |
| 2019 | Between Two Ferns: The Movie                   | Chính anh                | Cameo                               |
| 2019 | The Gentlemen                                  | Mickey Pearson           | Đồng thời là nhà sản xuất           |
| 2021 | Đấu trường âm nhạc 2                           | Buster Moon (lồng tiếng) |                                     |

Ghi chú
| Films that have not yet been released | Phim chưa phát hành |

### Truyền hình
| Năm       | Tên                | Vai diễn                     | Ghi chú                          |
| --------- | ------------------ | ---------------------------- | -------------------------------- |
| 1992      | Unsolved Mysteries | Larry Dickens                | Episode #5.12                    |
| 1999      | King of the Hill   | Rad Thidbodeaux (lồng tiếng) | Tập: "The Wedding of Bobby Hill" |
| 2000      | Sex and the City   | Chính anh                    | Tập: "Escape from New York"      |
| 2010–2012 | Eastbound & Down   | Roy McDaniel / Texas Scout   | 3 tập                            |
| 2014      | True Detective     | Rustin "Rust" Cohle          | 8 tập Đồng giám đốc sản xuất     |